# Czepigi
Czepigi – rząd (Coliiformes) i rodzina (Coliidae) ptaków z podgromady Neornithes.

## Zasięg występowania
Rząd obejmuje grupę podobnych, wyspecjalizowanych gatunków, zamieszkujących Afrykę Subsaharyjską.

## Charakterystyka
Ptaki te cechuje:
- długość około 30 cm, z czego ponad połowę stanowi ogon[4]
- ubarwienie szare lub brązowe
- brak dymorfizmu płciowego
- na głowie czubek
- krótkie, zaokrąglone skrzydła
- krótki, silny, nieco zagięty dziób
- palce silne z dużymi pazurami, czwarty zwrotny
- potrafią chodzić do góry nogami, pomagając sobie dziobem
- przebywają w małych stadach, sypiają przytulone do siebie
- zamieszkują od 0 do 2000 m n.p.m.
- gniazdo w gęstych liściach
- 2 do 4 jaj w lęgu, wysiadują, a potem opiekują się młodymi oboje rodzice
- zagniazdowniki, młode opuszczają gniazdo po kilku dniach, lecz na noc do niego wracają

Odżywiają się owocami, pączkami, liśćmi i owadami.

## Systematyka
Do rzędu należy jedna rodzina – czepigi (Coliidae) z następującymi rodzajami:
- Colius Brisson, 1760
- Urocolius Bonaparte, 1854